# Sedayugunung
Sedayugunung is een bestuurslaag in het regentschap Tulungagung van de provincie Oost-Java, Indonesië. Sedayugunung telt 940 inwoners (volkstelling 2010).